# Campeonato Mundial de Baloncesto Femenino de 1957
El II Copa Mundial de Baloncesto Femenino se celebró en Brasil entre el 13 de octubre y el 26 de octubre de 1957 bajo la organización de la Federación Internacional de Baloncesto y la Federación Brasileña de Baloncesto. La sede para la totalidad de los encuentros fue la ciudad de Río de Janeiro.
Las doce mejores selecciones nacionales femeninas de baloncesto compitieron por el título de campeón mundial, cuyo portador anterior era la selección de Estados Unidos, que en esta versión se alzó nuevamente con el título venciendo en la final a la selección de Unión Soviética. Por otro lado, selección de Checoslovaquia alcanzó la medalla de bronce.

## Sede
| Ciudad         | Pabellón | Capacidad |
| -------------- | -------- | --------- |
| Rio de Janeiro | —        | —         |

## Equipos participantes
| América        | Europa          | Oceanía   |
| -------------- | --------------- | --------- |
| Argentina      | Checoslovaquia  | Australia |
| Brasil         | Hungría         |           |
| Chile          | Unión Soviética |           |
| Cuba           |                 |           |
| Estados Unidos |                 |           |
| México         |                 |           |
| Paraguay       |                 |           |
| Perú           |                 |           |

## Formato de disputa
El torneo estuvo dividido en dos etapas. En primera ronda once de los doce equipos (salvo el local, Brasil) se agruparon en tres grupos, dos con cuatro equipos y uno con tres. Los dos mejores de cada grupo avanzaron a la ronda campeonato, los restantes equipos pasaron a un grupo de reordenamiento para definir la posición final.
En segunda ronda, los seis clasificados más Brasil se enfrentaron en una ronda todos contra todos una vez. El ganador de dicha ronda es proclamado campeón.

## Primera ronda

### Grupo A
|     | Equipo         | Pts | PG | PP | PF  | PC  | Dif  |
| --- | -------------- | --- | -- | -- | --- | --- | ---- |
| 1.º | Checoslovaquia | 6   | 3  | 0  | 215 | 120 | 95   |
| 2.º | Estados Unidos | 5   | 2  | 1  | 189 | 129 | 60   |
| 3.º | Argentina      | 4   | 1  | 2  | 138 | 183 | −45  |
| 4.º | Perú           | 3   | 0  | 3  | 108 | 218 | −110 |

| 13 de octubre, 20:00 | Estados Unidos                     | 75–37       | Perú                             | Rio de Janeiro |  |
|                      | Marcador por tiempos: 41-12, 34-25 |             |                                  |                |  |
|                      | Estadísticas Barbara Sipes 19      | Reporte Pts | Estadísticas 11 Rosa Barrenechea |                |  |

| 13 de octubre, 21:30 | Checoslovaquia                     | 76–42       | Argentina                     | Río de Janeiro |  |
|                      | Marcador por tiempos: 41-15, 35-27 |             |                               |                |  |
|                      | Estadísticas Jaroslava Dubska 24   | Reporte Pts | Estadísticas 11 María Bonetti |                |  |

| 14 de octubre, 20:00 | Checoslovaquia                     | 86–28       | Perú                            | Río de Janeiro |  |
|                      | Marcador por tiempos: 40-15, 46-13 |             |                                 |                |  |
|                      | Estadísticas Jaroslava Dubska 15   | Reporte Pts | Estadísticas 7 Gioconda Fulgosi |                |  |

| 14 de octubre, 21:30 | Estados Unidos                     | 64–39       | Argentina                     | Río de Janeiro |  |
|                      | Marcador por tiempos: 35-15, 29-24 |             |                               |                |  |
|                      | Estadísticas Nera White 22         | Reporte Pts | Estadísticas 11 María Bonetti |                |  |

| 15 de octubre, 20:00 | Argentina                          | 57–43       | Perú                           | Río de Janeiro |  |
|                      | Marcador por tiempos: 29-21, 28-22 |             |                                |                |  |
|                      | Estadísticas Esther Pietrapina 18  | Reporte Pts | Estadísticas 13 Isabel Cantina |                |  |

| 15 de octubre, 21:30 | Estados Unidos                     | 50–53       | Checoslovaquia                    | Rio de Janeiro |  |
|                      | Marcador por tiempos: 20-23, 30-30 |             |                                   |                |  |
|                      | Estadísticas Joann Crawford 14     | Reporte Pts | Estadísticas 16 Dargmar Mubalovka |                |  |

### Grupo B
|     | Equipo          | Pts | PG | PP | PF  | PC  | Dif |
| --- | --------------- | --- | -- | -- | --- | --- | --- |
| 1.º | Unión Soviética | 4   | 2  | 0  | 140 | 83  | 57  |
| 2.º | Paraguay        | 3   | 1  | 1  | 116 | 101 | 15  |
| 3.º | Australia       | 2   | 0  | 2  | 63  | 135 | −72 |

| 15 de octubre, 19:00 | Paraguay                           | 65–31       | Australia                 | Río de Janeiro |  |
|                      | Marcador por tiempos: 38-15, 27-16 |             |                           |                |  |
|                      | Estadísticas Edith Núñez 32        | Reporte Pts | Estadísticas 9 Nancy Hill |                |  |

| 13 de octubre, 21:30 | Unión Soviética                     | 70–32       | Australia                      | Río de Janeiro |  |
|                      | Marcador por tiempos: 29-13, 41-19  |             |                                |                |  |
|                      | Estadísticas Valentina Kostikova 24 | Reporte Pts | Estadísticas 11 Bronte Cocburn |                |  |

| 14 de octubre, 22:00 | Unión Soviética                     | 70–51       | Paraguay                    | Rio de Janeiro |  |
|                      | Marcador por tiempos: 35-33, 35-18  |             |                             |                |  |
|                      | Estadísticas Valentina Kostikova 20 | Reporte Pts | Estadísticas 22 Edith Núñez |                |  |

### Grupo C
|     | Equipo  | Pts | PG | PP | PF  | PC  | Dif |
| --- | ------- | --- | -- | -- | --- | --- | --- |
| 1.º | Hungría | 6   | 3  | 0  | 244 | 153 | 91  |
| 2.º | Chile   | 5   | 2  | 1  | 180 | 161 | 19  |
| 3.º | México  | 4   | 1  | 2  | 154 | 190 | −36 |
| 4.º | Cuba    | 2   | 0  | 2  | 130 | 204 | −74 |

| 13 de octubre | Chile                              | 53–65       | Hungría                       | Río de Janeiro |  |
|               | Marcador por tiempos: 27-28, 26-37 |             |                               |                |  |
|               | Estadísticas Irene Velásquez 27    | Reporte Pts | Estadísticas 16 Csabene Koren |                |  |

| 13 de octubre, 20:00 | Cuba                               | 39–49       | México                          | Río de Janeiro |  |
|                      | Marcador por tiempos: 21-30, 18-19 |             |                                 |                |  |
|                      | Estadísticas Irma Buergo 12        | Reporte Pts | Estadísticas 10 G.G. Concepsión |                |  |

| 14 de octubre, 19:00 | Chile                              | 62–51       | México                          | Río de Janeiro |  |
|                      | Marcador por tiempos: 39-22, 23-29 |             |                                 |                |  |
|                      | Estadísticas María Pauchard 27     | Reporte Pts | Estadísticas 22 G.G. Concepsión |                |  |

| 14 de octubre, 20:30 | Hungría                            | 90–46       | Cuba                        | Río de Janeiro |  |
|                      | Marcador por tiempos: 42-24, 48-22 |             |                             |                |  |
|                      | Estadísticas Deszone Matay 22      | Reporte Pts | Estadísticas 16 Irma Buergo |                |  |

| 15 de octubre, 20:30 | Chile                              | 65–45       | Cuba                             | Río de Janeiro |  |
|                      | Marcador por tiempos: 33-12, 32-33 |             |                                  |                |  |
|                      | Estadísticas María Pauchard 26     | Reporte Pts | Estadísticas 18 Alicia Thaureaux |                |  |

| 15 de octubre, 22:00 | México                             | 54–89       | Hungría                       | Rio de Janeiro |  |
|                      | Marcador por tiempos: 20-45, 34-44 |             |                               |                |  |
|                      | Estadísticas G.G. Concepsión 22    | Reporte Pts | Estadísticas 18 Eva Schneider |                |  |

## Segunda ronda

### Grupo de reordenamiento
|      | Equipo    | Pts | PG | PP | PF  | PC  | Dif |
| ---- | --------- | --- | -- | -- | --- | --- | --- |
| 8.º  | México    | 8   | 4  | 0  | 197 | 173 | 24  |
| 9.º  | Argentina | 7   | 3  | 1  | 228 | 188 | 40  |
| 10.º | Australia | 6   | 2  | 2  | 140 | 171 | −31 |
| 11.º | Perú      | 5   | 1  | 3  | 167 | 180 | −13 |
| 12.º | Cuba      | 4   | 0  | 4  | 170 | 220 | −50 |

| 18 de octubre, 20:00 | Cuba                               | 50–58       | México                         | Río de Janeiro |  |
|                      | Marcador por tiempos: 23-25, 27-33 |             |                                |                |  |
|                      | Estadísticas Alicia Thaureaux 9    | Reporte Pts | Estadísticas 14 Estela Sánchez |                |  |

| 18 de octubre, 21:30 | Australia                          | 44–52       | Argentina                     | Río de Janeiro |  |
|                      | Marcador por tiempos: 24-24, 20-28 |             |                               |                |  |
|                      | Estadísticas Bronte Cocburn 9      | Reporte Pts | Estadísticas 21 María Bonetti |                |  |

| 20 de octubre, 20:00 | México                             | 45–38       | Australia                      | Río de Janeiro |  |
|                      | Marcador por tiempos: 23-21, 22-17 |             |                                |                |  |
|                      | Estadísticas Delfina Rivera 9      | Reporte Pts | Estadísticas 11 Bronte Cocburn |                |  |

| 20 de octubre, 21:30 | Perú                               | 49–66       | Argentina                      | Río de Janeiro |  |
|                      | Marcador por tiempos: 16-31, 33-35 |             |                                |                |  |
|                      | Estadísticas María Flechele 21     | Reporte Pts | Estadísticas 17 Teresa Lorenzo |                |  |

| 21 de octubre, 20:00 | Cuba                               | 43–50       | Australia                         | Río de Janeiro |  |
|                      | Marcador por tiempos: 26-26, 17-24 |             |                                   |                |  |
|                      | Estadísticas Alicia Thaureaux 13   | Reporte Pts | Estadísticas 13 Lorraine Macquire |                |  |

| 21 de octubre, 21:30 | México                             | 45–37       | Perú                           | Río de Janeiro |  |
|                      | Marcador por tiempos: 17-18, 28-19 |             |                                |                |  |
|                      | Estadísticas Ofelia Sánchez 9      | Reporte Pts | Estadísticas 11 María Flechele |                |  |

| 22 de octubre, 20:00 | Argentina                          | 62–46       | Cuba                             | Río de Janeiro |  |
|                      | Marcador por tiempos: 25-27, 37-19 |             |                                  |                |  |
|                      | Estadísticas Teresa Lorenzo 12     | Reporte Pts | Estadísticas 14 Alicia Thaureaux |                |  |

| 22 de octubre, 21:30 | Australia                          | 38–31       | Perú                             | Río de Janeiro |  |
|                      | Marcador por tiempos: 16-20, 22-11 |             |                                  |                |  |
|                      | Estadísticas Lorraine Macquire 13  | Reporte Pts | Estadísticas 14 Rosa Barrenechea |                |  |

| 23 de octubre, 20:00 | México                             | 49–48       | Argentina                      | Río de Janeiro |  |
|                      | Marcador por tiempos: 23-24, 26-24 |             |                                |                |  |
|                      | Estadísticas Margarita García 19   | Reporte Pts | Estadísticas 17 Teresa Lorenzo |                |  |

| 23 de octubre, 21:30 | Cuba                              | 31–50       | Perú                             | Rio de Janeiro |  |
|                      | Marcador por tiempos: 23-23, 8-27 |             |                                  |                |  |
|                      | Estadísticas Irma Buergo 6        | Reporte Pts | Estadísticas 15 Rosa Barrenechea |                |  |

### Grupo de campeonato
|                   | Equipo          | Pts | PG | PP | PF  | PC  | Dif  |
| ----------------- | --------------- | --- | -- | -- | --- | --- | ---- |
| Medalla de oro    | Estados Unidos  | 12  | 6  | 0  | 366 | 280 | 86   |
| Medalla de plata  | Unión Soviética | 11  | 5  | 1  | 365 | 292 | 73   |
| Medalla de bronce | Checoslovaquia  | 10  | 4  | 2  | 394 | 319 | 75   |
| 4.º               | Brasil          | 9   | 3  | 3  | 324 | 365 | −41  |
| 5.º               | Hungría         | 8   | 2  | 4  | 297 | 317 | −20  |
| 6.º               | Paraguay        | 7   | 1  | 5  | 274 | 338 | −64  |
| 7.º               | Chile           | 6   | 0  | 6  | 287 | 396 | −109 |

| 17 de octubre, 20:00 | Chile                              | 46–76       | Checoslovaquia                     | Río de Janeiro |  |
|                      | Marcador por tiempos: 19-30, 27-46 |             |                                    |                |  |
|                      | Estadísticas María Pauchard 20     | Reporte Pts | Estadísticas 22 Dargmar Mubalokova |                |  |

| 17 de octubre, 21:30 | Brasil                             | 48–46       | Paraguay                    | Río de Janeiro |  |
|                      | Marcador por tiempos: 25-27, 23-19 |             |                             |                |  |
|                      | Estadísticas Neuci Ramos 11        | Reporte Pts | Estadísticas 22 Edith Núñez |                |  |

| 18 de octubre, 20:00 | Unión Soviética                     | 67–38       | Chile                          | Río de Janeiro |  |
|                      | Marcador por tiempos: 36-19, 31-19  |             |                                |                |  |
|                      | Estadísticas Valentina Kostikova 22 | Reporte Pts | Estadísticas 15 María Pauchard |                |  |

| 18 de octubre, 21:30 | Estados Unidos                     | 51–46       | Hungría                       | Río de Janeiro |  |
|                      | Marcador por tiempos: 27-29, 24-17 |             |                               |                |  |
|                      | Estadísticas Barbara Sipes 15      | Reporte Pts | Estadísticas 16 Janosne Parti |                |  |

| 19 de octubre, 20:00 | Checoslovaquia                           | 68–47       | Paraguay                    | Río de Janeiro |  |
|                      | Marcador por tiempos: 30-22, 38-25       |             |                             |                |  |
|                      | Estadísticas Helena Mazlova-Adamirova 25 | Reporte Pts | Estadísticas 18 Edith Núñez |                |  |

| 19 de octubre, 21:30 | Brasil                             | 44–67       | Estados Unidos             | Río de Janeiro |  |
|                      | Marcador por tiempos: 21-33, 23-34 |             |                            |                |  |
|                      | Estadísticas Marlene Bento 9       | Reporte Pts | Estadísticas 28 Nera White |                |  |

| 20 de octubre, 19:00 | Unión Soviética                    | 69–49       | Paraguay                    | Río de Janeiro |  |
|                      | Marcador por tiempos: 36-22, 33-27 |             |                             |                |  |
|                      | Estadísticas Nina Maksimelenova 15 | Reporte Pts | Estadísticas 24 Edith Nuñez |                |  |

| 20 de octubre, 20:00 | Checoslovaquia                           | 57–61       | Unión Soviética                    | Río de Janeiro |  |
|                      | Marcador por tiempos: 28-30, 29-31       |             |                                    |                |  |
|                      | Estadísticas Helena Mazlova-Adamirova 14 | Reporte Pts | Estadísticas 19 Nina Maksimelenova |                |  |

| 20 de octubre, 20:30 | Brasil                             | 66–64       | Chile                           | Río de Janeiro |  |
|                      | Marcador por tiempos: 36-30, 30-34 |             |                                 |                |  |
|                      | Estadísticas Marlene Bento 26      | Reporte Pts | Estadísticas 29 Irene Velásquez |                |  |

| 20 de octubre, 22:00 | Hungría                            | 34–55       | Checoslovaquia                           | Río de Janeiro |  |
|                      | Marcador por tiempos: 13-25, 21-30 |             |                                          |                |  |
|                      | Estadísticas Deszone Matay 8       | Reporte Pts | Estadísticas 18 Helena Mazlova-Adamirova |                |  |

| 21 de octubre, 20:00 | Paraguay                           | 46–43       | Chile                            | Río de Janeiro |  |
|                      | Marcador por tiempos: 22-23, 24-20 |             |                                  |                |  |
|                      | Estadísticas Edith Núñez 21        | Reporte Pts | Estadísticas 17 Irene Velászquez |                |  |

| 21 de octubre, 21:30 | Hungría                            | 53–64       | Unión Soviética                     | Río de Janeiro |  |
|                      | Marcador por tiempos: 26-32, 27-32 |             |                                     |                |  |
|                      | Estadísticas Eva Schneider 25      | Reporte Pts | Estadísticas 14 Galina Jarosevskaya |                |  |

| 22 de octubre, 22:00 | Estados Unidos                     | 76–47       | Chile                            | Río de Janeiro |  |
|                      | Marcador por tiempos: 40-17, 36-30 |             |                                  |                |  |
|                      | Estadísticas Nera White 18         | Reporte Pts | Estadísticas 17 Irene Velászquez |                |  |

| 22 de octubre, 21:30 | Brasil                               | 44–56       | Unión Soviética                    | Río de Janeiro |  |
|                      | Marcador por tiempos: 24-20, 20-36   |             |                                    |                |  |
|                      | Estadísticas Maria Helena Cardozo 10 | Reporte Pts | Estadísticas 19 Nina Maksimelenova |                |  |

| 23 de octubre, 20:00 | Paraguay                           | 46–50       | Hungría                       | Río de Janeiro |  |
|                      | Marcador por tiempos: 25-28, 21-22 |             |                               |                |  |
|                      | Estadísticas Edith Núñez 27        | Reporte Pts | Estadísticas 17 Janosne Parti |                |  |

| 23 de octubre, 21:30 | Estados Unidos                     | 61–55       | Checoslovaquia                    | Río de Janeiro |  |
|                      | Marcador por tiempos: 30-24, 31-31 |             |                                   |                |  |
|                      | Estadísticas Joann Crawford 15     | Reporte Pts | Estadísticas 21 Dargmar Mubalovka |                |  |

| 24 de octubre, 21:30 | Brasil                              | 52–49       | Hungría                       | Río de Janeiro |  |
|                      | Marcador por tiempos: 25-24, 27-25  |             |                               |                |  |
|                      | Estadísticas Maria Helena Campos 21 | Reporte Pts | Estadísticas 10 Eva Schneider |                |  |

| 25 de octubre, 20:00 | Paraguay                          | 40–60       | Estados Unidos                | Río de Janeiro |  |
|                      | Marcador por tiempos: 8-36, 32-24 |             |                               |                |  |
|                      | Estadísticas Edith Núñez 21       | Reporte Pts | Estadísticas 27 Barbara Sipes |                |  |

| 25 de octubre, 21:30 | Chile                              | 49–65       | Hungría                       | Río de Janeiro |  |
|                      | Marcador por tiempos: 30-36, 19-29 |             |                               |                |  |
|                      | Estadísticas Luz Silva 15          | Reporte Pts | Estadísticas 23 Eva Schneider |                |  |

| 26 de octubre, 20:00 | Estados Unidos                     | 51–48       | Unión Soviética                    | Río de Janeiro |  |
|                      | Marcador por tiempos: 24-27, 27-21 |             |                                    |                |  |
|                      | Estadísticas Barbara Sipes 18      | Reporte Pts | Estadísticas 15 Galina Jarosevskya |                |  |

| 26 de octubre, 21:30 | Brasil                             | 70–83       | Checoslovaquia                           | Rio de Janeiro |  |
|                      | Marcador por tiempos: 33-28, 37-55 |             |                                          |                |  |
|                      | Estadísticas Marlene Bento 27      | Reporte Pts | Estadísticas 26 Helena Mazlova-Adamirova |                |  |

## Clasificación final
| Pos. | Equipo          |
| ---- | --------------- |
| 1.°  | Estados Unidos  |
| 2.°  | Unión Soviética |
| 3.°  | República Checa |
| 4.°  | Brasil          |
| 5.°  | Hungría         |
| 6.°  | Paraguay        |
| 7.°  | Chile           |
| 8.°  | México          |
| 9.°  | Argentina       |
| 10.° | Australia       |
| 11.° | Perú            |
| 12.° | Cuba            |

## Plantillas de los equipos medallistas
- Estados Unidos:

Alice Barron, Joan Crawford, Doris Scoggins, Nera White, Katherine Washington , Edith Keaton, Lucille Davidson, Peggy Tate, Alberta Cox, Rita Alexander, Norma Rowland, Barbara Sipes. Seleccionador: John Head
- Unión Soviética:

Nina Maksimel'janova, Nina Maksimova, Valentina Kostikova, Valentina Kopylova, Nina Poznanskaja, Gražina Tulevičiūtė, Raisa Michajlova, Tat'jana Kudrjavceva, Nina Erëmina, Galina Stepina, Dzidra Uztupe. Seleccionador: Vladimir Gorochov
- Checoslovaquia:

Milena Blahoutová, Eva Dobiášová, Helena Mázlová, Hana Havlíková, Jarmila Trojková, Dagmar Hubálková, Valéria Tyrolová, Jiřina Štěpánová, Jaroslava Čechová, Hana Kopáčková, Ludmila Lundáková, Zdeňka Moutelíková. Seleccionador: Lubomír Dobrý